# Final de la Copa de Francia de fútbol 2020-21
La Final de la Copa de Francia de Fútbol 2020-21 fue la 104.ª edición de la definición del torneo. La Final se disputó el 19 de mayo de 2021.

## Finalistas
En  negrita  las finales ganadas.
| Equipos             | Finales jugadas anteriormente |
| ------------------- | ----------------------------- |
| Paris Saint-Germain | 18 (13)                       |
| A. S. Monaco        | 9 (5)                         |

## Camino a la Final
| AS Monaco      | AS Monaco | AS Monaco | Eliminatoria             | Paris Saint-Germain | Paris Saint-Germain | Paris Saint-Germain |
| -------------- | --------- | --------- | ------------------------ | ------------------- | ------------------- | ------------------- |
| Rival          | Resultado | Resultado | Fase                     | Rival               | Resultado           | Resultado           |
| Grenoble       |           | 1–0       | Treintaidosavos de final | Caen                |                     | 1–0                 |
| O. G. C. Niza  |           | 2–0       | Dieciseisavos de final   | Stade Brest         |                     | 3–0                 |
| FC Metz        |           | 0-0 (5-4) | Octavos de final         | Lille OSC           |                     | 2–0                 |
| Olympique Lyon |           | 2–0       | Cuartos de final         | Angers SCO          |                     | 5–0                 |
| GFA Rumilly    |           | 5-1       | Semifinales              | Montpellier HSC     |                     | 2–2 (5–6)           |

## Partido (Final)

### Ficha
| 1     | Guardameta     | Radosław Majecki    |     |
| 29    | Defensa        | Djibril Sidibé      |     |
| 20    | Defensa        | Axel Disasi         | 74' |
| 3     | Defensa        | Guillermo Maripán   |     |
| 12    | Defensa        | Caio Henrique       |     |
| 8     | Centrocampista | Aurélien Tchouaméni |     |
| 17    | Centrocampista | Aleksandr Golovin   |     |
| 22    | Centrocampista | Youssouf Fofana     | 60' |
| 26    | Centrocampista | Ruben Aguilar       | 45' |
| 31    | Centrocampista | Kevin Volland       | 74' |
| 9     | Delantero      | Wissam Ben Yedder   | 60' |
| D. T. | D. T.          | Niko Kovač          |     |

| 1     | Guardameta     | Keylor Navas        |     |
| 24    | Defensa        | Alessandro Florenzi | 68' |
| 5     | Defensa        | Marquinhos          |     |
| 4     | Defensa        | Thilo Kehrer        |     |
| 22    | Defensa        | Abdou Diallo        |     |
| 15    | Centrocampista | Danilo Pereira      |     |
| 8     | Centrocampista | Leandro Paredes     | 79' |
| 27    | Centrocampista | Idrissa Gueye       |     |
| 11    | Delantero      | Ángel Di María      | 90' |
| 7     | Delantero      | Kylian Mbappé       |     |
| 9     | Delantero      | Mauro Icardi        | 79' |
| D. T. | D. T.          | Mauricio Pochettino |     |

| 27 | Delantero      | Krépin Diatta     | 45' |
| 10 | Delantero      | Stevan Jovetić    | 60' |
| 11 | Centrocampista | Gelson Martins    | 60' |
| 32 | Defensa        | Benoît Badiashile | 74' |
| 4  | Centrocampista | Cesc Fàbregas     | 74' |

| 31 | Defensa        | Colin Dagba   | 68' |
| 18 | Delantero      | Moise Kean    | 79' |
| 21 | Centrocampista | Ander Herrera | 79' |
| 19 | Centrocampista | Pablo Sarabia | 90' |

| 19' · 81' | Mauro Icardi Kylian Mbappé | 0:1 0:2 |

| 86' | Marquinhos |

| Principal  | François Letexier |
| Asistentes | Cyril Mugnier     |
|            | Mahdi Rahmouni    |
| Cuarto     | Jérémy Stinat     |
| Quinto     | Bandera de ?      |

| 1     | Guardameta     | Radosław Majecki    |     |
| 29    | Defensa        | Djibril Sidibé      |     |
| 20    | Defensa        | Axel Disasi         | 74' |
| 3     | Defensa        | Guillermo Maripán   |     |
| 12    | Defensa        | Caio Henrique       |     |
| 8     | Centrocampista | Aurélien Tchouaméni |     |
| 17    | Centrocampista | Aleksandr Golovin   |     |
| 22    | Centrocampista | Youssouf Fofana     | 60' |
| 26    | Centrocampista | Ruben Aguilar       | 45' |
| 31    | Centrocampista | Kevin Volland       | 74' |
| 9     | Delantero      | Wissam Ben Yedder   | 60' |
| D. T. | D. T.          | Niko Kovač          |     |

| 1     | Guardameta     | Keylor Navas        |     |
| 24    | Defensa        | Alessandro Florenzi | 68' |
| 5     | Defensa        | Marquinhos          |     |
| 4     | Defensa        | Thilo Kehrer        |     |
| 22    | Defensa        | Abdou Diallo        |     |
| 15    | Centrocampista | Danilo Pereira      |     |
| 8     | Centrocampista | Leandro Paredes     | 79' |
| 27    | Centrocampista | Idrissa Gueye       |     |
| 11    | Delantero      | Ángel Di María      | 90' |
| 7     | Delantero      | Kylian Mbappé       |     |
| 9     | Delantero      | Mauro Icardi        | 79' |
| D. T. | D. T.          | Mauricio Pochettino |     |

| 27 | Delantero      | Krépin Diatta     | 45' |
| 10 | Delantero      | Stevan Jovetić    | 60' |
| 11 | Centrocampista | Gelson Martins    | 60' |
| 32 | Defensa        | Benoît Badiashile | 74' |
| 4  | Centrocampista | Cesc Fàbregas     | 74' |

| 31 | Defensa        | Colin Dagba   | 68' |
| 18 | Delantero      | Moise Kean    | 79' |
| 21 | Centrocampista | Ander Herrera | 79' |
| 19 | Centrocampista | Pablo Sarabia | 90' |

| 19' · 81' | Mauro Icardi Kylian Mbappé | 0:1 0:2 |

| 86' | Marquinhos |

| Principal  | François Letexier |
| Asistentes | Cyril Mugnier     |
|            | Mahdi Rahmouni    |
| Cuarto     | Jérémy Stinat     |
| Quinto     | Bandera de ?      |

| 1     | Guardameta     | Radosław Majecki    |     |
| 29    | Defensa        | Djibril Sidibé      |     |
| 20    | Defensa        | Axel Disasi         | 74' |
| 3     | Defensa        | Guillermo Maripán   |     |
| 12    | Defensa        | Caio Henrique       |     |
| 8     | Centrocampista | Aurélien Tchouaméni |     |
| 17    | Centrocampista | Aleksandr Golovin   |     |
| 22    | Centrocampista | Youssouf Fofana     | 60' |
| 26    | Centrocampista | Ruben Aguilar       | 45' |
| 31    | Centrocampista | Kevin Volland       | 74' |
| 9     | Delantero      | Wissam Ben Yedder   | 60' |
| D. T. | D. T.          | Niko Kovač          |     |

| 1     | Guardameta     | Keylor Navas        |     |
| 24    | Defensa        | Alessandro Florenzi | 68' |
| 5     | Defensa        | Marquinhos          |     |
| 4     | Defensa        | Thilo Kehrer        |     |
| 22    | Defensa        | Abdou Diallo        |     |
| 15    | Centrocampista | Danilo Pereira      |     |
| 8     | Centrocampista | Leandro Paredes     | 79' |
| 27    | Centrocampista | Idrissa Gueye       |     |
| 11    | Delantero      | Ángel Di María      | 90' |
| 7     | Delantero      | Kylian Mbappé       |     |
| 9     | Delantero      | Mauro Icardi        | 79' |
| D. T. | D. T.          | Mauricio Pochettino |     |

| 27 | Delantero      | Krépin Diatta     | 45' |
| 10 | Delantero      | Stevan Jovetić    | 60' |
| 11 | Centrocampista | Gelson Martins    | 60' |
| 32 | Defensa        | Benoît Badiashile | 74' |
| 4  | Centrocampista | Cesc Fàbregas     | 74' |

| 31 | Defensa        | Colin Dagba   | 68' |
| 18 | Delantero      | Moise Kean    | 79' |
| 21 | Centrocampista | Ander Herrera | 79' |
| 19 | Centrocampista | Pablo Sarabia | 90' |

| 19' · 81' | Mauro Icardi Kylian Mbappé | 0:1 0:2 |

| 86' | Marquinhos |

| Principal  | François Letexier |
| Asistentes | Cyril Mugnier     |
|            | Mahdi Rahmouni    |
| Cuarto     | Jérémy Stinat     |
| Quinto     | Bandera de ?      |

| 1     | Guardameta     | Radosław Majecki    |     |
| 29    | Defensa        | Djibril Sidibé      |     |
| 20    | Defensa        | Axel Disasi         | 74' |
| 3     | Defensa        | Guillermo Maripán   |     |
| 12    | Defensa        | Caio Henrique       |     |
| 8     | Centrocampista | Aurélien Tchouaméni |     |
| 17    | Centrocampista | Aleksandr Golovin   |     |
| 22    | Centrocampista | Youssouf Fofana     | 60' |
| 26    | Centrocampista | Ruben Aguilar       | 45' |
| 31    | Centrocampista | Kevin Volland       | 74' |
| 9     | Delantero      | Wissam Ben Yedder   | 60' |
| D. T. | D. T.          | Niko Kovač          |     |

| 1     | Guardameta     | Keylor Navas        |     |
| 24    | Defensa        | Alessandro Florenzi | 68' |
| 5     | Defensa        | Marquinhos          |     |
| 4     | Defensa        | Thilo Kehrer        |     |
| 22    | Defensa        | Abdou Diallo        |     |
| 15    | Centrocampista | Danilo Pereira      |     |
| 8     | Centrocampista | Leandro Paredes     | 79' |
| 27    | Centrocampista | Idrissa Gueye       |     |
| 11    | Delantero      | Ángel Di María      | 90' |
| 7     | Delantero      | Kylian Mbappé       |     |
| 9     | Delantero      | Mauro Icardi        | 79' |
| D. T. | D. T.          | Mauricio Pochettino |     |

| 27 | Delantero      | Krépin Diatta     | 45' |
| 10 | Delantero      | Stevan Jovetić    | 60' |
| 11 | Centrocampista | Gelson Martins    | 60' |
| 32 | Defensa        | Benoît Badiashile | 74' |
| 4  | Centrocampista | Cesc Fàbregas     | 74' |

| 31 | Defensa        | Colin Dagba   | 68' |
| 18 | Delantero      | Moise Kean    | 79' |
| 21 | Centrocampista | Ander Herrera | 79' |
| 19 | Centrocampista | Pablo Sarabia | 90' |

| 19' · 81' | Mauro Icardi Kylian Mbappé | 0:1 0:2 |

| 86' | Marquinhos |

| Principal  | François Letexier |
| Asistentes | Cyril Mugnier     |
|            | Mahdi Rahmouni    |
| Cuarto     | Jérémy Stinat     |
| Quinto     | Bandera de ?      |